# Олімпія Боронат
Олі́мпія Борона́т (італ. Olimpia Boronat, пол. Olimpja Boronat, у деяких джерелах зустрічається написання прізвища «Баронат»; 25 березня 1867, Генуя — 24 жовтня 1933, Варшава) — оперна співачка (лірико-колоратурне сопрано), видатна представниця італійської вокальної школи. Завдяки активній гастрольній діяльності була добре відома в Російській імперії, зокрема, багато разів виступала в українських містах.

## Біографія
Олімпія Боронат народилася 25 березня 1867 року в Генуї у сім'ї італійського військового. Навчалася у Міланській консерваторії, дебютувала у 1889 році в Неаполі. Виступала на багатьох оперних сценах в Італії (зокрема, у театрі «Ла Скала»), в Іспанії, в кількох країнах Південної Америки. 
Перший її виступ на теренах Російської імперії відбувся в Одесі у сезоні 1890/1891 років. У наступному сезоні Олімпія Боронат гастролювала в Санкт-Петербурзі. У 1893 році вийшла заміж за польського аристократа, графа Адама Вітольда Ржевуського (1869–1939) і тимчасово припинила виступи. Знову повернулася на сцену у 1902 році, вже будучи матір'ю двох синів і трьох дочок; деякий час співпрацювала з оперною трупою Санкт-Петербурзької консерваторії. Маєтки чоловіка тісно поєднали її з Україною. До 1914 року співачка регулярно і з великим успіхом виступала у Києві (зокрема, на сценах Міського театру та «Шато-де-Фльор»), Одесі, Харкові. 
З 1914 року утримувала школу співу у Варшаві. Востаннє виступила на сцені 1922 року у благодійному концерті.
Померла у Варшаві 24 жовтня 1933 року, похована на Повонзківському цвинтарі.

## Творчість
Олімпія Боронат являла своїм співом яскравий приклад італійського бельканто, надаючи в оперних виступах перевагу вокальній майстерності над акторською грою.
Найкращі партії: 
- Розіна («Севільський цирульник» Джоаккіно Россіні);
- Джульєтта («Ромео і Джульєтта» Шарля Гуно);
- Віолетта («Травіата» Джузеппе Верді);
- Ельвіра («Пуритани» Вінченцо Белліні);
- Офелія («Гамлет» Амбруаза Тома).

Співаючи в Росії партію Розіни, часто використовувала як вставний номер романс Олександра Аляб'єва «Соловей».
|  | «Великим успіхом користувалися майже щорічні гастролі відомої співачки, колоратурного сопрано Олімпії Боронат. Італійка за походженням, вона була не лише співачкою, але й поміщицею Київської губернії. Хто її бачив в 1911–1913 роках, був вражений, коли в «Севільському цирульнику» на сцену «випорхувала» Розіна, квадратна дама вагою ніяк не менше ста кілограмів (шести пудів з лишком). Та дуже швидко глядача відводив убік слухач. Останній перемагав і з піднесеною увагою слухав знаменитого аляб'євського «Солов'я», не помічаючи багатьох покалічених уславленою італійкою російських слів. А чи можна забути «зворушливу» картину, коли в «Травіаті» велетенськи могутня Віолетта — Боронат умирає від злих сухот. Комічність сцени звертала на себе увагу дуже ненадовго, — вокальна майстерність артистки змушувала вірити в неможливу правдивість ситуації». |